# Szczekuszka syczuańska
Szczekuszka syczuańska (Ochotona syrinx) – gatunek szczekuszki endemiczny dla gór Tsing Ling oraz w Daba Shan w środkowych Chinach (jest jednym z sześciu gatunków szczekuszek rodzimych dla środkowych Chin). Zamieszkuje lasy górskie i zarośla. Gatunek jest słabo zbadany. Taksonomia nie jest ustalona jednoznacznie i brakuje badań populacyjnych.